# Одесская и Измаильская епархия
Оде́сская епа́рхия — епархия Украинской православной церкви с центром в городе Одессе; объединяет приходы и монастыри на территории Одесского, Белгород-Днестровского, Измаильского и Болградского районов Одесской области Украины и города Одессы. Учреждена в 1946 году.

## История
После присоединения Новороссии к России по Ясскому мирному договору, территория нынешней Одесской епархии была составной частью следующих российских епархий:
- с 1789 по 1797 — Екатеринославской.
- с 1797 по 1803 — Новороссийской и Днепровской (в результате переименования Екатеринославской епархии в 1797 году).
- с 1803 по 1837 — Екатеринославской, Херсонской и Таврической епархии.
- с 1837 по 1859 — Херсонской и Таврической, которая была выделена из Екатеринославской; с 1837 года место пребывания правящего епархиального архиерея — Одесса.
- с 1859 по 1926 — Херсонской и Одесской. Ввиду возросшего значения Одессы, ставшей фактическим центром юга России, и выделения самостоятельной Таврической и Симферопольской епархии в 1859 году Херсонскую и Таврическую епархию переименовывают в Херсонскую и Одесскую. В 1880 учреждено Елисаветградское викариатство с местопребыванием епископа в Одессе.
- Херсонской и Николаевской (с 1928 по 1944).
- Одесской и Кировоградской (с 1946 по 1947).
- Херсонской и Одесской (с 1947 по 1991).
- Самостоятельная Одесская и Измаильская епархия с 1991 года по настоящее время[1].

В 1956 году при Троицком (греческом) храме Одессы было открыто подворье Александрийской церкви, перенесённое в Москву в апреле 1999 года.
Решением Священного Синода УПЦ от 20 декабря 2012 из состава епархии была выделена Балтская и Ананьевская епархия.

## Архиереи
Одесское викариатство Херсонской епархии
- Поликарп (Радкевич) (5 июля 1853 — 12 июля 1858)
- Антоний (Смолин) (21 сентября 1858 — 16 ноября 1859)

Херсонская и Одесская епархия (кафедра в Одессе)
- Гавриил (Розанов) (9 мая 1837 — 1 марта 1848)
- Иннокентий (Борисов) (1 марта 1848 — 26 мая 1857)
- Димитрий (Муретов) (11 июня 1857 — 2 октября 1874)
- Леонтий (Лебединский) (2 октября 1874 — 16 ноября 1875)
- Иоанникий (Горский) (16 ноября 1875 — 1 марта 1877)
- Платон (Городецкий) (25 апреля 1877 — 4 февраля 1882)
- Димитрий (Муретов) (20 февраля 1882 — 14 ноября 1883)
- Никанор (Боровкович) (12 декабря 1883 — 27 декабря 1890)
- Сергий (Ляпидевский) (12 января 1891 — 9 августа 1893)
- Иустин (Охотин) (3 сентября 1893 — 26 марта 1905)
- Димитрий (Ковальницкий) (26 марта 1905 — 3 февраля 1913)
- Назарий (Кириллов) (8 марта 1913 — 28 сентября 1917)
- Платон (Рождественский) (22 февраля 1918—1921)
- Феодосий (Феодосиев) (1919—1920) в/у, еп. б. Смоленский
- Алексий (Баженов) (1920 — 26 июня 1921) в/у, еп. Тираспольский

Одесская епархия
- Прокопий (Титов) (1921—1925)
- Парфений (Брянских) (29 июня 1921—1923) в/у, еп. Новомиргородский, Ананьевский
- Никандр (Феноменов) (ноябрь 1925 — сентябрь 1927)
- Иосиф (Петровых) (13 сентября 1927 — 27 марта 1928) на кафедре не был
- Онуфрий (Гагалюк) (1926—1928) в/у, еп. б. Елисаветградский, из Харькова
- Анатолий (Грисюк) (май 1928 — март 1937)
- Тихон (Русинов) (март — 14 сентября 1937)
- Митрофан (Русинов) (14 сентября 1937 — 23 июня 1938)

Транснистриийская и Одесская епархия (Румынский патриархат)
- Виссарион (Пую) (16 ноября 1942 — 14 декабря 1943)

Одесская и Кировоградская епархия
- Сергий (Ларин) (15 августа 1944 — 1947) до 1946 — в/у

Одесская и Херсонская епархия
- Никон (Петин) (3 августа 1948 — 1956)
- Борис (Вик) (1956 - 1965)
- Сергий (Петров) (1965 — 4 февраля 1990).
- Леонтий (Гудимов) (19 февраля 1990 — 20 февраля 1991).

Одесская епархия
- Лазарь (Швец) (11 февраля 1991 — 26 июля 1992)
- Агафангел (Саввин) (с 26 июля 1992)[2].

## Основные сведения
Кафедральный город — Одесса. Кафедральные соборы — Спасо-Преображенский собор (Одесса), Свято-Успенский (Одесса), Покровский собор (Измаил). С 1936 по 2002 год кафедральным собором в Одессе был только Успенский.
Действуют двенадцать епархиальных отделов. В их числе: по взаимодействию с Вооружёнными силами Украины; по религиозному образованию, миссионерству и катехизации; по делам молодёжи, по делам монастырей, информационный отдел.
Благочиннические округа: Арцизский, Балтский, Белгород-Днестровский, Беляевский, Болградский, Измаильский, Килийский, 1-й Одесский городской, 2-й Одесский городской, 3-й Одесский городской, Таировский, Овидиопольский, Саратский, Тарутинский, Татарбунарский, Южненский.
Статистика: 378 приходов (в том числе в Одессе 92 прихода); 585 священнослужителей.
Епархиальное управление: Украина, 65023, Одесса, улица Пантелеймоновская, 58.
Секретарь епархиального управления — протоиерей Евгений Гутьяр.

## Монастыри
- Одесский в честь Успения Пресвятой Богородицы мужской монастырь, основан в 1821 году как подворье Кишинёвской епархии, преобразованное в монастырь в 1824 году, закрыт в 20-х годах XX века, приход открыт в 1942 году, возобновлён в 1944 году как монастырь, в 1946—1964 годах являлся летней резиденцией патриарха Московского. Резиденция митрополита Одесского и Измаильского, месторасположение Одесской духовной семинарии. Настоятель: митрополит Одесский и Измаильский Агафангел. Одесса, Монастырский переулок, 6. Святыни: часть ризы Господней, часть хитона Пресвятой Богородицы, мощи преподобного Кукши Одесского, правая стопа апостола Андрея Первозванного;
- Одесский во имя великомученика Пантелеимона мужской монастырь, основан в конце XIX века как подворье русского Пантелеимонова монастыря на Афоне, закрытое в 1923 году, возобновлён в 1995 году как мужской монастырь. С 2024 года Наместник — епископ Анастасий (Бедняков). Одесса, Пантелеимоновская улица, 66.
- Одесский во имя пророка Илии мужской монастырь, основан в 1884 году как подворье русского Ильинского скита на Афоне, закрытое в 1922 году, приход открыт в 1942 году, преобразован в монастырь в 1995 году. Наместник — епископ Виктор (Быков). Одесса, Пушкинская улица, 79.
- Одесский в честь Иверской иконы Божией Матери мужской монастырь, основан в 90-х годах XX века. Наместник — епископ Диодор (Васильчук). Одесса, проспект Маршала Жукова, Школьный аэродром.
- Измаильский во имя святых равноапостольных Константина и Елены мужской монастырь, учреждён в 2001 году. Наместник — епископ Сергий (Михайленко). Одесская область, город Измаил, улица Папанина, 42.
- Измаильский Никольский мужской монастырь. Наместник — епископ Алипий (Цушко). Одесская область, Измаил, Матросская улица, 23.
- Одесский во имя Архангела Михаила женский монастырь, основан в 1841—1844 годах, закрыт в 1923 году, действовал в 1942—1961 годах, возобновлён в 1991 году. При монастыре открыты регентская школа и дом милосердия. Настоятельница — игумения Серафима (Шевчик). Одесса, Успенская улица, 4а.
- Преображенский женский монастырь, основан в 1905 году как мужской, преобразован в женский в 1918 году, закрыт в 1950 году, возобновлен в 1991 году. Настоятельница — игумения Евпраксия (Гросу). Одесская область, Татарбунарский район, село Борисовка.
- Рождества Пресвятой Богородицы женский монастырь, основан в 1925 году как мужской, преобразован в женский в 1934 году. Настоятельница — игумения Гермогена (Кюлафли). Одесская область, Болградский район, село Александровка.

## Некоторые храмы
- Спасо-Преображенский кафедральный собор
- Успенский собор
- Георгиевский храм
- Храм Григория Богослова
- Дмитриевская церковь
- Свято-Дмитриевская церковь (Криничное)

## Образовательные и общественные организации
В Одесской епархии с 1838 по 1919 гг. и с 1945 г. действует Одесская духовная семинария, ректор — архимандрит Серафим (Раковский). Украина, 65038, г. Одесса, пер. Монастырский, 4. Тел.: (048) 746-35-85, 746-88-71;
При храмах и монастырях православную образовательную деятельность ведут 23 воскресные школы.
Православные объединения и организации: братство в честь Касперовской иконы Божией Матери при Успенском соборе Одессы.

## Церковные СМИ
- Журнал «Одесские епархиальные ведомости»;
- Газеты: «Справедливость», «Православный вестник Южного» (г. Южный), «Бессарабия Православная» (г. Белгород-Днестровский), «Измаил православный», «Преображение» (г. Болград);
- Журнал «Андреевский вестник», издается Одесской духовной семинарией;
- Официальный сайт Одесской епархии — https://eparhiya.od.ua/ Архивная копия от 8 июня 2021 на Wayback Machine

Пресс-служба Одесской епархии была создана по благословению Агафангела, митрополита Одесского и Измаильского в 2000 году.

### Пресса
В 2006 году по благословению митрополита Агафангела начат пробный выпуск газеты «Одесские епархиальные ведомости», проект которых разработал святитель Иннокентий (Борисов). С 2007 года газета стала ежемесячной, а с 2009 года — выходит в полноцветном варианте. Газета информирует читателей о деятельности епархиального и викарного архиереев, публикует актуальные материалы. Так, в 2011 году по благословению Владыки году газета публикует цикл статей о семье.
Официальным печатным органом Одесской духовной семинарии является пастырско-богословский журнал «Андреевский вестник», который по благословению митрополита Агафангела издается раз в квартал с 2000 года. За это время Журнал «Андреевский вестник», стал источником знаний для пастырей, преподавателей и воспитанников духовных школ, освещающим жизнь Церкви, духовной школы, затрагивающим важные, наболевшие проблемы пастырской жизни, современной церковной действительности и пути их разрешения.

### Издательская деятельность
Также одним из видов печатной деятельности является ежегодное издание духовной литературы. Так, в 2010—2011 годах по благословению Владыки митрополита пресс-служба епархии совместно с доцентом Национального педагогического университета им. Ушинского А. М. Яцием издали православный семейный календарь на 2011 и на 2012 годы. Календарь содержит около 400 страниц, на которых можно найти духовные поучения и советы на каждый день, а также содержательные жития святых нашего края.
В 2009 (2011) году был издан совместно «Путеводитель по храмам и святыням Одесской епархии», где содержатся краткое описание истории храма, местночтимых святынь, его точный адрес.

### Интернет
С 2006 года по благословению митрополита Агафангела был запущен интернет-проект Одесской епархии «Православная Одесса» (http://www.pravoslav.odessa.net/ Архивная копия от 4 июня 2007 на Wayback Machine), который работал в течение года в экспериментальном режиме. В 2008 году сайт был принципиально обновлен, и с этого времени его посетило большое количество пользователей, что свидетельствует о его популярности.
По информации системы подсчета статистики Graphlog, ежедневно интернет ресурс посещают от 350 до 800 пользователей.

### Телевидение
2 мая 2010 года по благословению Высокопреосвященнейшего Агафангела вышел первый выпуск совместного проекта пресс-службы Одесской епархии и ТРК «Глас» «Телевизионное епархиальное обозрение» (ТЕО). Эта телепрограмма является еженедельным духовно-просветительским медиа-проектом, раскрывающий смысл и значение православной веры, рассказывающий о христианских традициях, о праздниках и святынях Православия. Программа оперативно знакомит телеаудиторию с епархиальными новостям, являясь востребованным источником достоверной информации не только об Одесской епархии, но и о Православии в целом. Об этом свидетельствуют многочисленные звонки и положительные отзывы телезрителей в редакцию ТЕО.
Программа выходит один раз в неделю в воскресенье с пятиразовым повтором в течение всей недели. Программа так же транслируется по спутниковому телеканалу «Союз», в эфире Одесской областной телерадиокомпании и в сети интернет. Ведущими программы являются клирики Одесской епархии и православные журналисты.
Много интересного для зрителей содержится в телевизионном приложении к ТЕО — «Богослужебная энциклопедия». Это телеприложение создано по инициативе студентов Одесской духовной семинарии, которые являются авторами и ведущими этого проекта. «Богослужебная энциклопедия» рассказывает о жизни церкви, её устройстве, раскрывает телеаудитории все тонкости литургической жизни, помогает подробнее ознакомиться с устройством православного храма. Данный проект является новым и уникальным в системе православных СМИ потому, что воспитанникам духовной школы дается возможность проявить себя в телевидении.
Принцип работы над приложением таков: группа студентов самостоятельно определяет тему программы, пишет сценарий, работает над материалом, а затем приступает к съемкам программы, после чего готовит сюжет к выходу в эфир. Таким образом, студенты ОДС на собственном опыте учатся работать со средствами массовой информации, что поможет им в будущей пастырской деятельности вести конструктивный диалог между церковью и обществом через СМИ.
Проведение прямых эфиров с участием священнослужителей епархии является главной и основной задачей нашей пресс-службы, так как только открытый диалог церкви и общества помогает человеку раскрыть для себя все значения и традиции православия. В эфире телерадиокомпании ГЛАС выходят программы «Открытая студия», где в течение двух часов журналисты общаются с священнослужителями на злободневные вопросы, касающиеся церковной жизни. Отличительной чертой данных эфиров является обратная связь, которая позволяет всем желающим дозвониться в студию и задать те или иные вопросы.
Ещё одним епархиальным телевизионным проектом является авторская программа «Преображение» с протоиереем Димитрием Предеиным» на телеканалах «КРТ» и «Союз», которую ведут преподаватели ОДС: автор, доктор богословия КДА, протоиерей Димитрий Предеин и ведущий, кандидат богословия КДА, протоиерей Андрей Гавриленко. В своей программе автор и ведущий рассматривают глубокие догматические, агиографические, философские и социальные вопросы.

### Радио
С 1997 года на волнах одесского областного радио выходит еженедельная духовно-просветительская передача «Свет Православия», которая является первым епархиальным медиа-проектом. 20 минут эфирного времени каждое воскресенье священнослужители епархии рассматривают религиозно-нравственные вопросы, комментируют актуальные события церковной жизни, отвечают на вопросы радиослушателей. В настоящее время ведущим программы является проректор Одесской Духовной Семинарии протоиерей Андрей Николаиди, редактором — Падорина Ирина Леонидовна.
Епархиальная пресс-служба наладила дружественные отношения с представителями региональных СМИ, свидетельством чему является постоянное участие клириков епархии в программах местных телеканалов. Хочется отметить плодотворное сотрудничество пресс-службы с телеканалами АТВ, «Репортер» и рядом других телеканалов Одессы.
На протяжении многих лет в газете Одесского городского совета «Одесский вестник» в субботних выпусках ведется публикация материалов на духовные темы.
Активно развиваются отношения пресс-службы с Одесским отделением Национального союза журналистов Украины, что позволяет структуре принимать полноценное участие в информационной жизни, как на региональном, так и на общегосударственном уровне. По результатам этого совместного сотрудничества ряд сотрудников пресс-службы были приняты в Национальный союз журналистов Украины.
В городах Измаиле, Белгород-Днестровском, Южном издаются ежемесячные приходские православные газеты.
Практически все крупные монастыри и храмы епархии имеют свои интернет-сайты, которые освещают их повседневную деятельность.